# Esgrima nos Jogos Europeus de 2015 - Espada por equipes masculino
A competição da espada por equipe masculino foi um dos eventos da esgrima nos Jogos Europeus de 2015, em Baku, no Azerbaijão. Foi disputada no Baku Crystal Hall no dia 27 de junho.

## Calendário
Horário de verão do Azerbaijão (UTC+5).
| Data        | Horário | Fase             |
| ----------- | ------- | ---------------- |
| 27 de junho | 09:00   | Quartas de final |
| 27 de junho | 10:30   | Semifinal        |
| 27 de junho | 10:30   | Final            |

## Medalhistas
|  | FRA França                                            |  | RUS Rússia                                           |  | ITA Itália                                                    |
|  | Yannick Borel Ronan Gustin Daniel Jérent Iván Trevejo |  | Sergey Bida Anton Glebko Dmitriy Gusev Sergey Khodos |  | Gabriele Bino Gabriele Cimini Marco Fichera Andrea Santarelli |

## Resultados
Os resultados do evento foram os seguintes.
|  | Quartas de final | Quartas de final |            |    | Semifinal | Semifinal      |                |  | Final | Final |
|  |                  |                  |            |    |           |                |                |  |       |       |
|  |                  |                  |            |    |           |                |                |  |       |       |
|  |                  |                  |            |    |           |                |                |  |       |       |
|  |                  |                  |            |    |           |                |                |  |       |       |
|  |                  |                  |            |    |           |                |                |  |       |       |
|  |                  |                  |            |    |           |                |                |  |       |       |
|  | FRA França       | 45               |            |    |           |                |                |  |       |       |
|  | FRA França       | 45               |            |    |           |                |                |  |       |       |
|  |                  |                  | ITA Itália | 27 |           |                |                |  |       |       |
|  | ITA Itália       | 45               | ITA Itália | 27 |           |                |                |  |       |       |
|  | ITA Itália       | 45               |            |    |           |                |                |  |       |       |
|  | HUN Hungria      | 34               |            |    |           |                |                |  |       |       |
|  | HUN Hungria      | 34               | FRA França | 45 |           |                |                |  |       |       |
|  |                  |                  | FRA França | 45 |           |                |                |  |       |       |
|  |                  | RUS Rússia       | 32         |    |           |                |                |  |       |       |
|  | RUS Rússia       | RUS Rússia       | 32         | 45 |           |                |                |  |       |       |
|  | RUS Rússia       |                  |            | 45 |           |                |                |  |       |       |
|  | AZE Azerbaijão   | 26               |            |    |           |                |                |  |       |       |
|  | AZE Azerbaijão   | 26               | RUS Rússia | 43 |           |                |                |  |       |       |
|  |                  |                  | RUS Rússia | 43 |           |                |                |  |       |       |
|  |                  |                  | SUI Suíça  | 38 |           | Terceiro lugar | Terceiro lugar |  |       |       |
|  |                  |                  | SUI Suíça  | 38 |           | Terceiro lugar | Terceiro lugar |  |       |       |
|  |                  |                  |            |    |           |                |                |  |       |       |
|  |                  |                  |            |    |           |                |                |  |       |       |
|  | ITA Itália       | 44               |            |    |           |                |                |  |       |       |
|  | ITA Itália       | 44               |            |    |           |                |                |  |       |       |
|  | SUI Suíça        | 40               |            |    |           |                |                |  |       |       |
|  | SUI Suíça        | 40               |            |    |           |                |                |  |       |       |

|  | Quinto lugar   |    |
|  |                |    |
|  |                |    |
|  |                |    |
|  | HUN Hungria    | 45 |
|  | HUN Hungria    | 45 |
|  | AZE Azerbaijão | 37 |
|  | AZE Azerbaijão | 37 |

## Classificação final
A classificação final foi a seguinte. 
| Posição           | Equipe                                                                    |
| ----------------- | ------------------------------------------------------------------------- |
| Medalha de ouro   | FRA França Yannick Borel Ronan Gustin Daniel Jérent Iván Trevejo          |
| Medalha de prata  | RUS Rússia Sergey Bida Anton Glebko Dmitriy Gusev Sergey Khodos           |
| Medalha de bronze | ITA Itália Gabriele Bino Gabriele Cimini Marco Fichera Andrea Santarelli  |
| 4                 | SUI Suíça Bruce Brunold Georg Kuhn Michele Niggeler Florian Staub         |
| 5                 | HUN Hungria Dániel Berta Mátyás File Márk Hanczvikkel Péter Szényi        |
| 6                 | AZE Azerbaijão Kanan Aliyev Mehrab Hasanov Najaf Maharramov Vakil Nasibov |